# Campiglossa stigmosa
Campiglossa stigmosa este o specie de muște din genul Campiglossa, familia Tephritidae. A fost descrisă pentru prima dată de Meijere în anul 1916. Conform Catalogue of Life specia Campiglossa stigmosa nu are subspecii cunoscute.